# Штефан Лук'ян
Штефан Лук'ян (рум. Ştefan Luchian; 1 лютого 1868 Штефанешти — 27 червня 1916 Бухарест) — румунський художник-імпресіоніст.

## Життя та творчість
Штефан Лук'ян народився в родині майора Думітру Лук'яна. У 1873 році його сім'я переїжджає до Бухареста. З 1879 року майбутній художник навчається в столичній гімназії, а з 1885 року — в художній школі у Теодора Амана та Ґеорґе Таттареску. Водночас юнак вступає до класу флейти Бухарестської Консерваторії. У 1889 році приїжджає до Німеччини та продовжує свою освіту в Мюнхенській академії витончених мистецтв під керівництвом професора Йогана Каспара Гертеріха. У 1891—1893 роках Лук'ян живе в Парижі. Тут він вступає до академії Жюліана і вчиться у Вільяма Адольфа Бугро і Тоні Робера-Флері. Першу відому картину художник написав у 1884 році.
Перша виставка творів Лук'яна відбулася в 1890 році в Бухаресті, в галереї Cercul artistic. Після свого повернення з Парижа він знову виставляє свої полотна на одній з виставок Cercul artistic. У 1894 році митця обрано в журі Щорічної виставки сучасних художників (Expoziţia anuală a artiştilor în viaţă) в якій він згодом візьме участь виставивши на показ вісім картин. У 1894 році провадив у своїй майстерні спільну експозицію з Титусом Александреску, а у 1895 році — з Костянтином Артачіно. На початку 1898 року виставляє 21 картину на експозиції групи Ілеана (Ileana). Між травнем і вереснем цього ж року розписує інтер'єр кафедрального собору румунського міста Александрія. Наприкінці 1898 року важко хворіє, страждаючи на інфекційне зараження спинного мозку (від чого згодом і помре).
У травні-червні 1899 року Лук'ян робить настінні розписи в кафедральному соборі Тулчі. Того ж року виставляє свої картини, вже вдруге, на Щорічній виставці сучасних художників (Expoziţia anuală a artiştilor în viaţă). У 1900 році два його полотна демонстрували на паризькій Всесвітній виставці. У 1900 році також в світ виходить перше видання Revista literară şi artistică «Ileana» (Літературний і мистецький огляд групи «Ілеана»), в якому один з розділів присвячений мистецтву Лук'яна. У травні 1901 року виставляє 11 своїх картин на художньо-скульптурній експозиції в бухарестському Атенеумі. Наприкінці цього ж року, перебуваючи у дуже важкому стані та напівпаралізованим, потрапляє в Пантелеймонов шпипаль Бухареста, де перебуває до березня 1902 року.
У 1903 році Лук'ян бере участь в міжнародній художній виставці в Афінах. В 1904 році організовує дві персональні виставки в бухарестському Атенеумі. У 1905 році гамбургське мистецьке товариство на тривалий час виставляє його полотно «Хризантеми». Надалі виставляв свої полотна в Атенеумі у 1907, 1908, 1910 та 1914 роках. У 1909 році нагороджено Medalia Bene Merenti 1-го класу. При відкритті музею А. Сіму в Бухаресті у 1911 році показано 12 його робіт. У 1911 році стан здоров'я художника знову погіршився, і його направлено на лікування в санаторій. Останні роки митець був майже повністю паралізований і писав свої останні картини сидячи на стільці. Через паралізовані ноги згодом почали відмовляти і руки в художника, як наслідок він продовжував писав картини з спеціальною підставкою під лікоть. Потім перестали слухатися пальці рук і йому примотували пензель до руки. На останніх етапах хвороби Лук'ян писав картини тримаючи пензель в зубах. Останні полотна датуються 1913 роком. Через неправдиві чутки, нібито він підписував своїм ім'ям чужі полотна, був звинувачений в обмані і шахрайстві.
У 1981 році про життя художника в Румунії знято художній фільм «Лук'ян» (Luchian) — режисер Ніколае Мергіняну, головну роль виконав Йон Карамітру.
Похований в Бухаресті на цвинтарі Беллу.

## Галерея

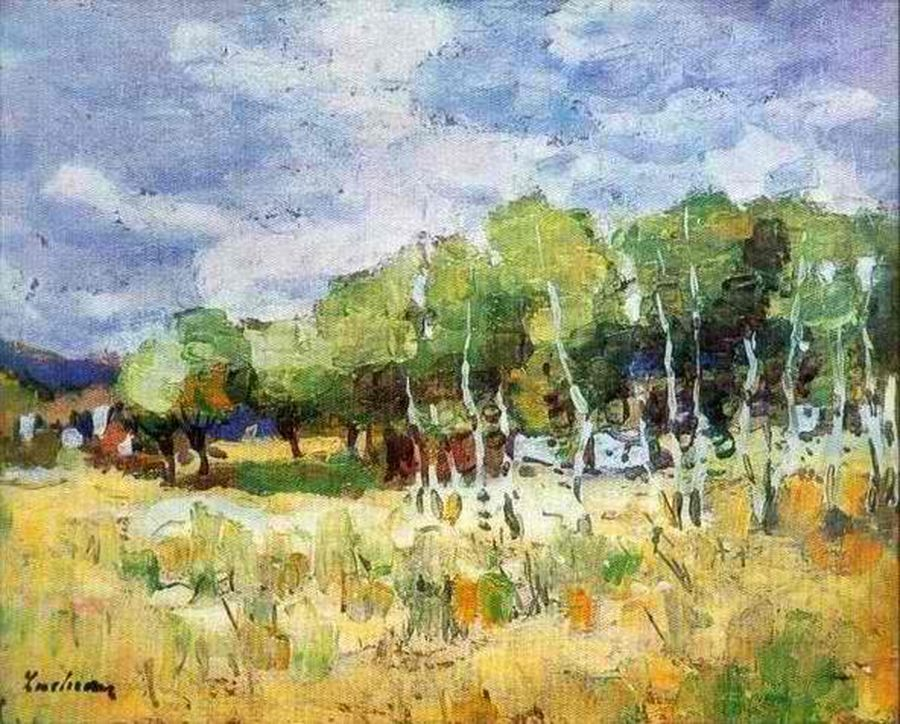
Березовий гай
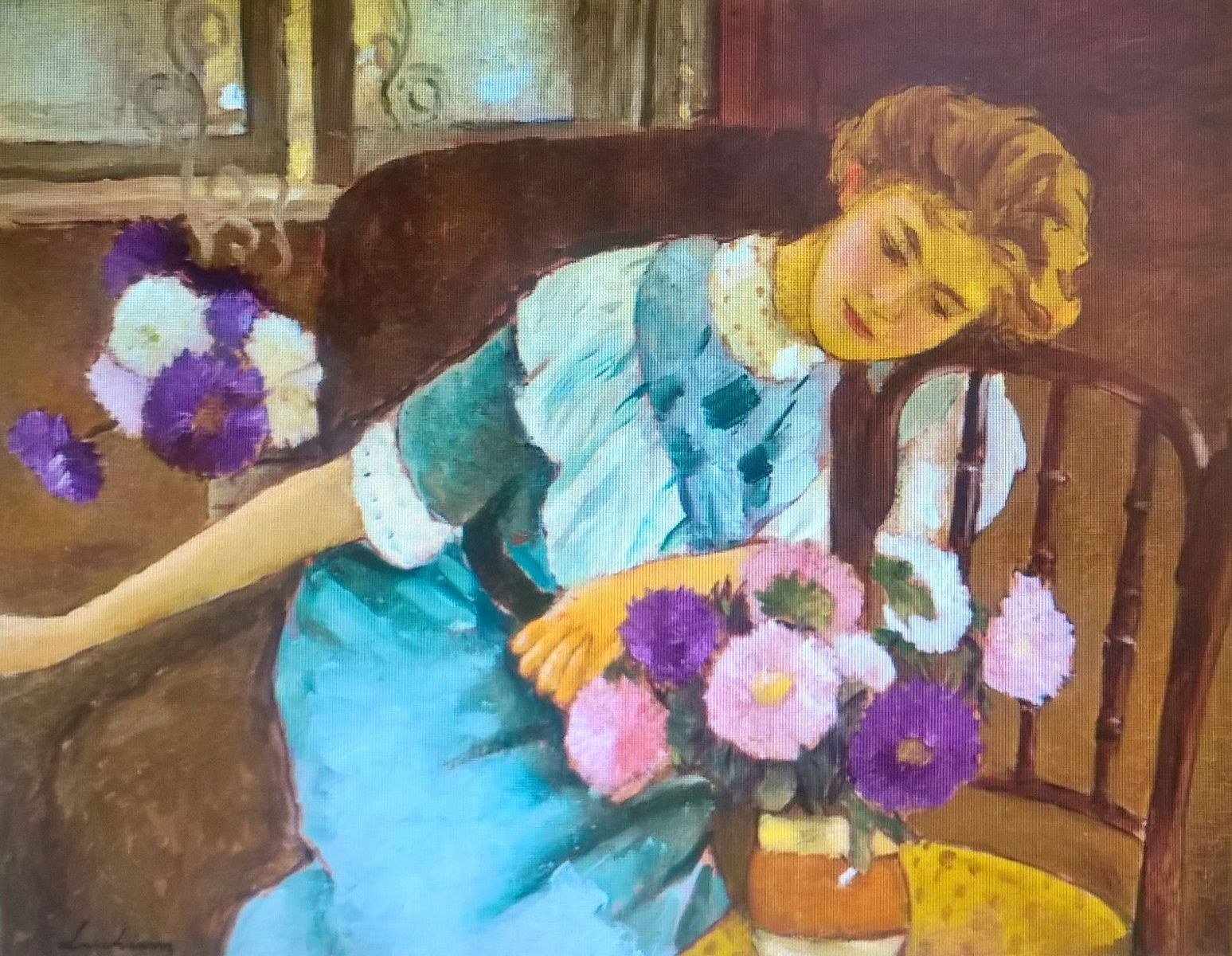
Інтер'єр
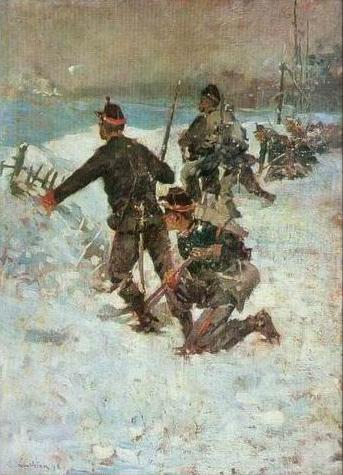
Піхота в бою
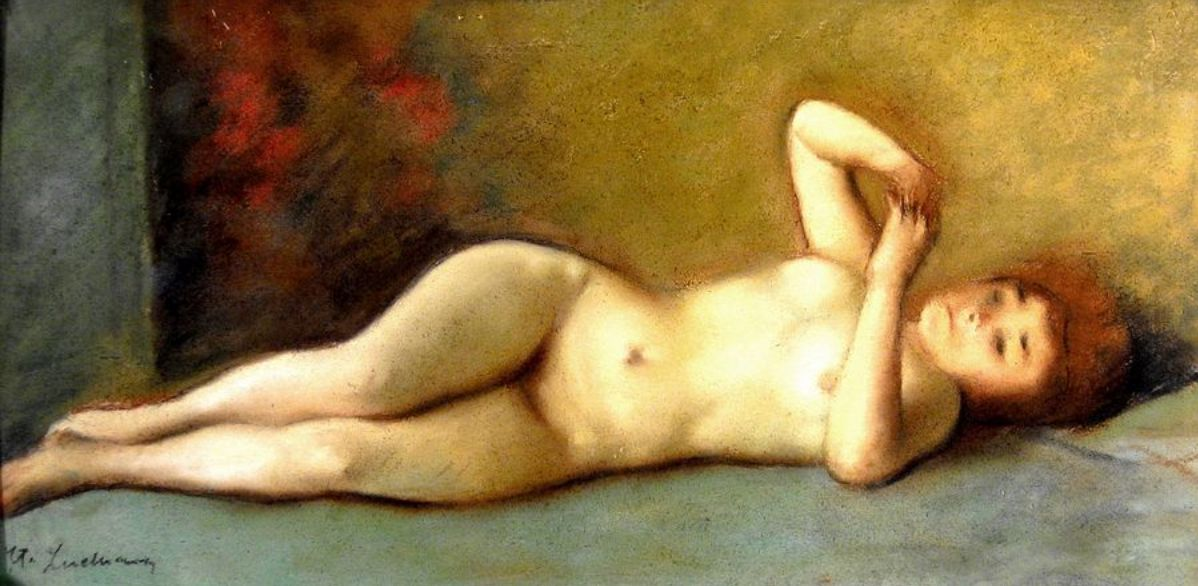
Оголена
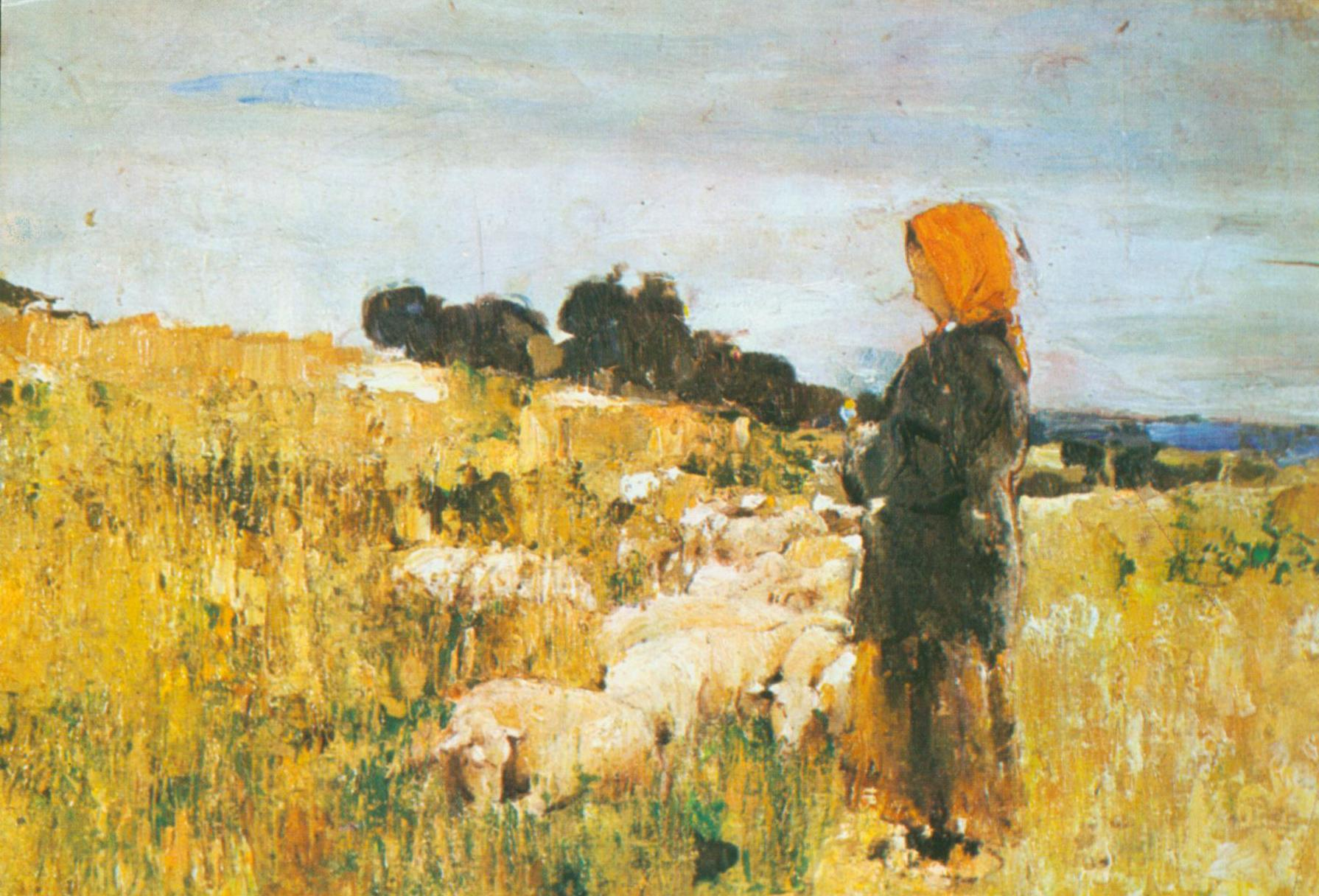
Пастушка
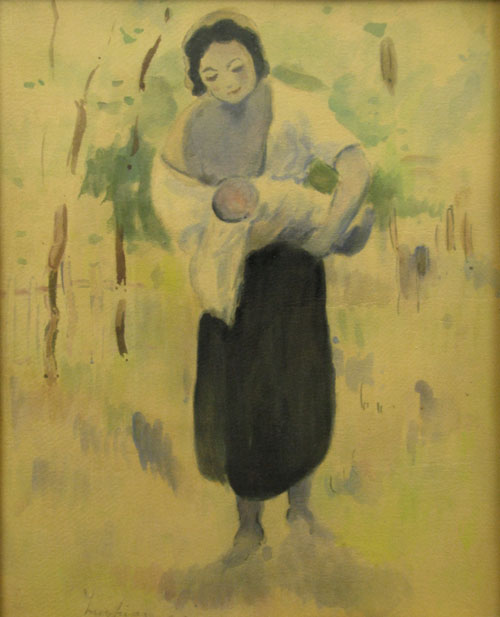
Мати і дитя
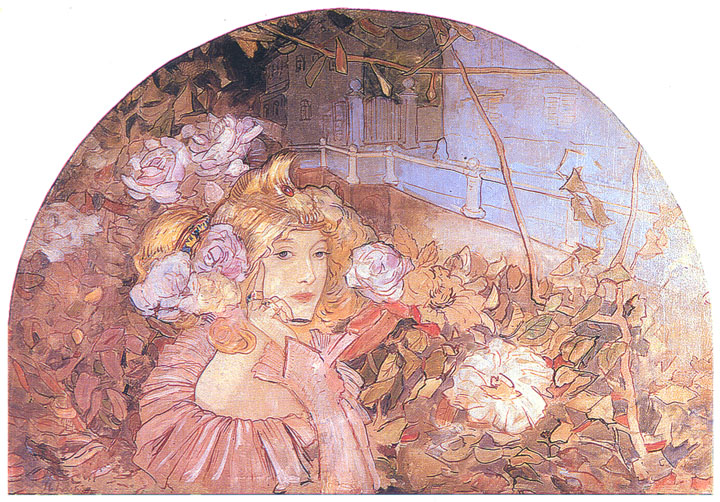
Весна
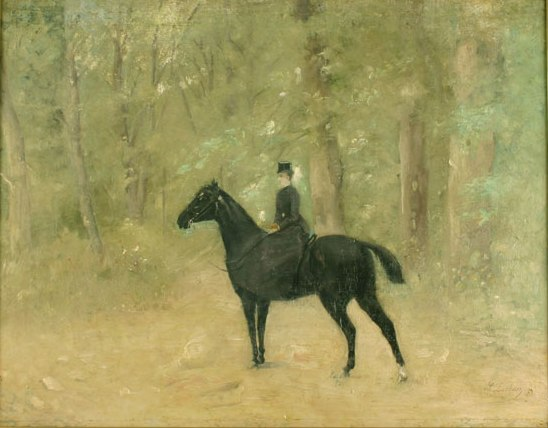
Амазонка
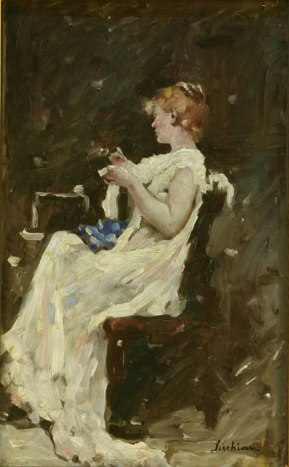
Жіноча робота
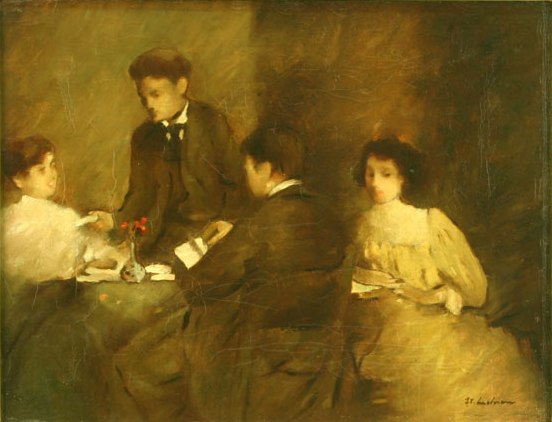
Літературне зібрання